# Jánošíkova skala
Jánošíkova skala je přírodní památka v oblasti Poľana.
Nachází se v katastrálním území obce Hrochoť v okrese Banská Bystrica v Banskobystrickém kraji. Území bylo vyhlášeno či novelizováno v roce 1964 na rozloze 1,68 ha. Ochranné pásmo nebylo stanoveno.